# Sapouy
Sapouy ist sowohl eine Gemeinde (französisch commune urbaine) als auch ein dasselbe Gebiet umfassendes Departement im westafrikanischen Staat Burkina Faso, in der Region Centre-Ouest und der Provinz Ziro. Die Gemeinde hat in 57 Dörfern 54.618 Einwohner. Sapouy ist die Hauptstadt der Provinz Ziro.

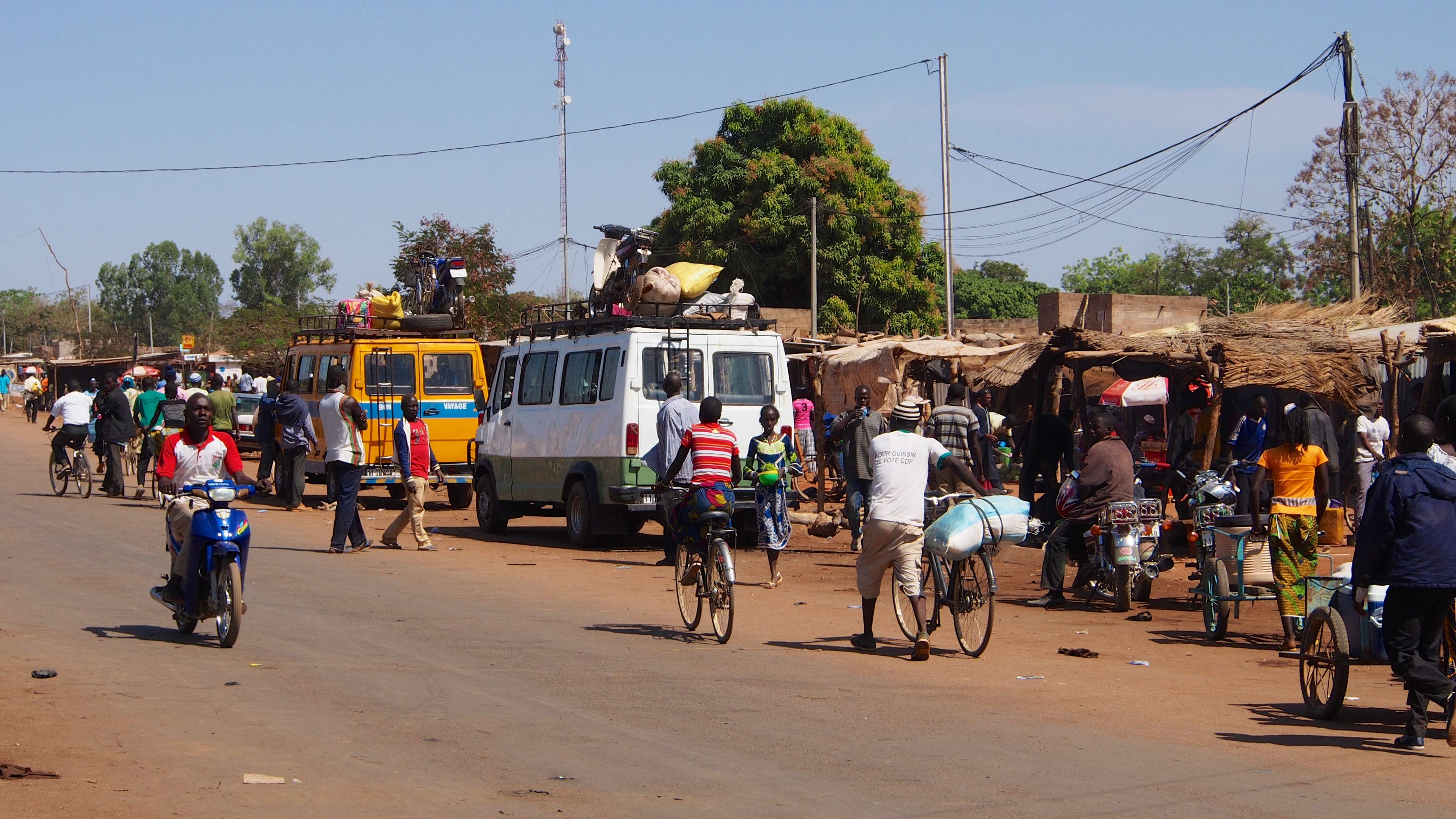
Markt und Busbahnhof im Zentrum von Sapouy